# Frederickson
Frederickson é uma Região censo-designada localizada no estado norte-americano de Washington, no Condado de Pierce.

## Demografia
Segundo o censo norte-americano de 2000, a sua população era de 5758 habitantes.

## Geografia
De acordo com o United States Census Bureau tem uma área de
19,0 km², dos quais 18,9 km² cobertos por terra e 0,1 km² cobertos por água. Frederickson localiza-se a aproximadamente 227 m acima do nível do mar.

## Localidades na vizinhança
O diagrama seguinte representa as localidades num raio de 12 km ao redor de Frederickson.